# Tipula (Acutipula) sogana
Tipula (Acutipula) sogana is een tweevleugelige uit de familie langpootmuggen (Tipulidae). De soort komt voor in het Afrotropisch gebied.